# Alexandra Daum
Alexandra Daum, född den 22 juli 1986 i St. Johann in Tirol i Österrike, är en tidigare alpin skidåkare och österrikisk mästare i slalom 2013.
Daum debuterade i världscupen i december 2008 i La Molina och nådde som bäst en nionde plats i slalom i Levi i Finland i november 2012. Hennes sista tävling i världscupen var i mars 2015 i Åre där hon slutade på 26:e plats.
Som junior uppnådde hon en 13:e plats vid Juniorvärldsmästerskapen i alpin skidsport 2006 och en femteplats vid 
Vinteruniversiaden 2007 i Turin i Italien.